# Joker (Comic)
Joker (Originaltitel: Arlequin) ist eine 1978 erstmals erschienene frankobelgische Comicserie.

## Handlung
Der Joker, dessen wahre Identität niemand kennt, arbeitet für die internationale Hotelkette Paradise Inc., um kriminelle Machenschaften aufzudecken.

## Hintergrund
Jean Van Hamme schrieb die Abenteuerreihe. Die Zeichnungen stammten von Dany. Ihre Nachfolger waren Rodolphe und Jytéry. Die Serie erschien 1978 in der belgischen und von 1978 bis 1986 in der französischen Ausgabe von Tintin. Ein Einseiter kam zudem in Super Tintin heraus. Die Albenausgabe, die Le Lombard 1979 begann, wurde 2001 von Joker weitergeführt. Im deutschen Sprachraum veröffentlichten Carlsen und Kult die ersten drei albenlangen Geschichten. 

## Albenausgaben
- 1. Les Éléphants se plument à l’aube (1979)
- 2. L’As, le roi, la dame et le valet (1982)
- 3. La Baleine qui chantait faux (1985)
- 4. La Suite 13 (2001)
- 5. Titanic II (2003)
- 6. Le Labyrinthe (2003)
- 7. Game Over (2005)